# Empis tumida
Empis tumida är en tvåvingeart som beskrevs av Johann Wilhelm Meigen 1822. Empis tumida ingår i släktet Empis och familjen dansflugor. Inga underarter finns listade i Catalogue of Life.